# Hiệu ứng lấn át (kinh tế học)
Theo nhận định của một số chuyên gia kinh tế học, hiệu ứng lấn át trong kinh tế là hiện tượng xảy ra khi sự tham gia của chính phủ trong một lĩnh vực nào đó của nền kinh tế thị trường có ảnh hưởng đáng kể đến cung hoặc cầu của những yếu tố khác của thị trường.
Trong khi đó, một số chuyên gia kinh tế học khác lại định nghĩa “hiệu ứng lấn át” là trường hợp xảy ra khi chính phủ nới lỏng chính sách tài khoá làm giảm đầu tư khu vực tư nhân. Các khoản vay nợ tăng “lấn át” đầu tư tư nhân. Về bản chất, hiệu ứng lấn át có liên quan trực tiếp đến việc lãi suất tăng do tăng nợ chính phủ, nhưng được mở rộng qua nhiều kênh khác nhau dẫn đến thay đổi tổng sản lượng quốc dân.
Một số nhà kinh tế học sử dụng khái niện “lấn át” cho việc chính phủ cung cấp một loại hình dịch vụ hoặc hàng hoá cho khu vực tư nhân, và chỉ được sử dụng trong hình thức trao đổi tự nguyện. Một số khác dùng “lấn át” để mô tả việc chi tiêu chính phủ được sử dụng cho các nguồn khác thay vì chi tiêu cho các doanh nghiệp tư nhân.

## Lịch sử

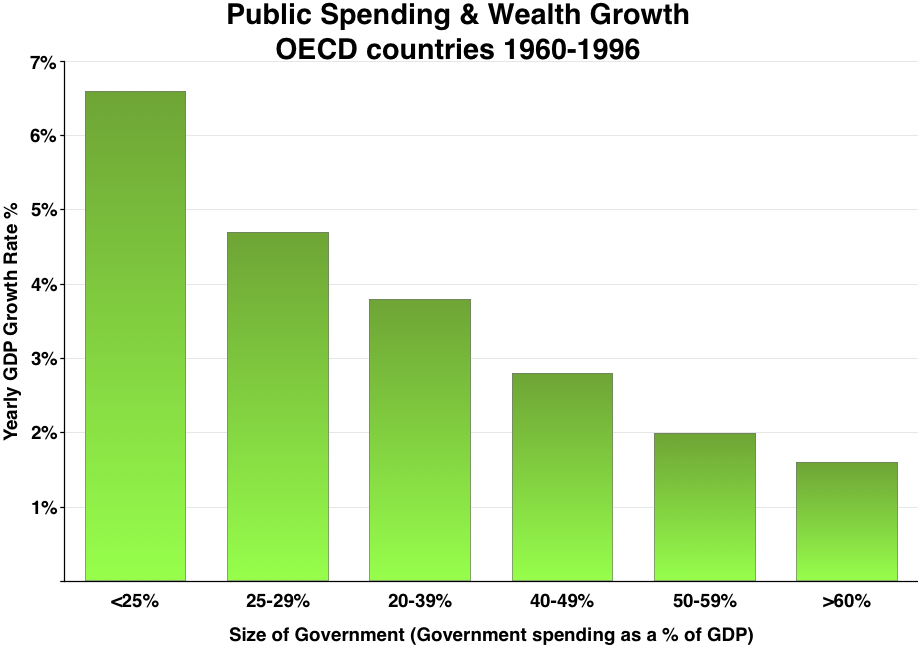
Public spending vs. GDP growth

Ý tưởng ban đầu về hiệu ứng lấn át được đề cập từ thế kỉ 18. Jim Tomlison, nhà nghiên cứu lịch sử kinh tế, đã đề cập đến trong một bài nghiên cứu (2010): “Những cuộc khủng hoảng kinh tế lớn xảy ra ở Anh trong giai đoạn thế kỉ 18 đã nhen nhóm lên những cuộc tranh luận về ảnh hưởng của việc tăng đầu tư công đến nền kinh tế. Từ thời kì đưa ra chính sách cắt giảm “Geddes Axe” sau Chiến tranh Thế giới thứ nhất, cho đến những chỉ trích của Keynes về “Treasury View” (quan điểm của Bộ Tài chính Anh vào đầu thế kỉ XX, cho rằng có thể cân bằng chi tiêu chính phủ bằng cách giảm đầu tư khu vực tư nhân) trong thời kì giữa hai cuộc chiến tranh (1918- 1939), rồi tới sự công kích của những người theo chủ nghĩa tiền tệ vào khu vực đầu tư công trong thời kì giữa những năm 1970 - 1980, tất cả đều cho là tăng trưởng khu vực công có thể tự phát, nhưng nếu sự tăng trưởng ấy phụ thuộc vào nợ chính phủ, thì nó sẽ gây ra ảnh hưởng xấu đến nền kinh tế của một quốc gia.” Rất nhiều cuộc tranh luận trong thời kì những năm 1970 đều dựa trên những giả thuyết về những nguồn cung cố định cho ngân sách quốc gia, nhưng với bối cảnh thị trường vốn toàn cầu của thế kỉ 21”... chính tính lưu động của thị trường vốn đã khiến cho mô hình đơn giản của hiệu ứng chèn lấn không còn đúng nữa".

## “Lấn át” do các khoản vay của chính phủ
Một trong những nguyên nhân gây ra hiện tượng lấn át chính là sự cắt giảm đầu tư trong khu vực tư nhân do có sự gia tăng trong các khoản vay của chính phủ. Sự tăng chi tiêu chính phủ hay giảm lợi nhuận thu được do thuế đều dẫn đến thâm hụt ngân sách, khiến chính phủ phải tăng vay nợ để bù đắp những khoản thâm hụt. Tăng vay nợ khiến lãi suất tăng, cuối cùng dẫn đến sự sụt giảm trong đầu tư tư nhân. Có nhiều ý kiến trái chiều theo quan điểm của kinh tế học vĩ mô hiện đại về hiện tượng này, đó là sự khác nhau giữa cách mà các hộ gia đình và thị trường tài chính phản ứng trước sự gia tăng của nợ chính phủ trong những hoàn cảnh khác nhau. 
Mức độ ảnh hưởng của hiệu ứng lấn át còn tuỳ thuộc vào tình hình kinh tế tại thời điểm đó của mỗi quốc gia. Nếu nền kinh tế của quốc gia đó đạt mức tối đa năng lực sản xuất và toàn dụng nhân công, sự tăng đột ngột của thâm hụt ngân sách (thông qua các chương trình kích thích kinh tế) tạo nên sự cạnh tranh trong khu vực tư nhân do sự khan hiếm vốn đầu tư. Khi đó, hiệu quả của các gói kích thích kinh tế bị giảm hiệu quả do tác động của hiệu ứng Lấn át. Mặt khác, nếu nền kinh tế đạt dưới mức năng lực sản xuất tiềm năng và thặng dư vốn đầu tư thì tăng thâm hụt ngân sách không tạo nên sức cạnh tranh trong khu vực tư nhân. Trong hoàn cảnh này, các gói kích cầu sẽ hiệu quả hơn. Nói chung, sự thay đổi trong thâm hụt ngân sách chính phủ chỉ thực sự có tác động đáng kể đến GDP của một quốc gia nếu nền kinh tế của quốc gia đó đạt dưới mức năng lực sản xuất tiềm năng. Trong cuộc khủng hoảng tài chính năm 2008, nền kinh tế Mỹ duy trì dưới mức năng lực sản xuất tiềm năng và thặng dư vốn lớn, do đó tăng thâm hụt ngân sách giúp dòng vốn thặng dư không nằm trong tình trạng nhàn rỗi.
Những lý thuyết vĩ mô nằm sau hiện tượng lấn át có thể giúp đưa ra những phán đoán hữu ích cho nền kinh tế. Phân tích hiện tượng Lấn át theo quan điểm kinh tế vĩ mô, sự tăng nhu cầu vay nợ của chính phủ (do thâm hụt ngân sách) dịch chuyển đường cầu sang phải và lên trên, làm tăng lãi suất thực tế. Lãi suất thực tế cao hơn dẫn đến tăng chi phí cơ hội cho việc vay nợ, làm giảm mức độ nhạy cảm của lãi suất trong các khoản chi (trong đầu tư và tiêu dùng). Trong trường hợp này, chính phủ đã “lấn át” đầu tư.

Đường IS dịch chuyển sang phía bên phải, khiến lãi suất tăng (i), tăng GDP thực (Y).

### Những yếu tố xác định mức độ “lấn át”
Mức độ ảnh hưởng của việc điều chỉnh lãi suất làm giảm sự mở rộng sản lượng kinh tế do tăng chi tiêu chính phủ được xác định bởi:
- Thu nhập tăng nhiều hơn lãi suất nếu đường LM thoải hơn
- Thu nhập tăng ít hơn mức tăng lãi suất nếu đường IS thoải hơn
- Tỉ lệ tăng của thu nhập và lãi suất càng lớn hơn hệ số nhân thì đường IS càng có xu hướng nằm ngang.

Trong từng trường hợp, khi chính phủ tăng chi tiêu. mức độ lấn át càng lớn thì lãi suất càng tăng nhiều.
Nhà kinh tế học Laura D’Andrea Tyson đã viết (6/2012): “Việc tăng thâm hụt ngân sách, dù bằng hình thức tăng chi tiêu chính phủ hay giảm thuế, đều làm tăng tổng cầu. Tuy nhiên, mức độ ảnh hưởng của nó đến sản lượng, việc làm và tăng trưởng còn phụ thuộc vào sự thay đổi của lãi suất. Nếu nền kinh tế gần đạt đến mức tiềm năng, các khoản vay của chính phủ bù thâm hụt làm tăng lãi suất. Lãi suất tăng làm giảm hay nói cách khác, “lấn át” đầu tư tư nhân, kết quả làm giảm tăng trưởng. Các lý luận liên quan đến “lấn át” giải thích nguyên nhân tại sao thâm hụt ngân sách trầm trọng có ảnh hưởng xấu đến tăng trưởng, làm giảm sự hình thành vốn. Tuy nhiên, những lập luận này chủ yếu dựa trên ảnh hưởng của thâm hụt ngân sách đến lãi suất, mà mối quan hệ giữa thâm hụt ngân sách và lãi suất thì vô cùng đa dạng. Nếu nền kinh tế vượt mức tiềm năng, tăng nợ chính phủ không làm tăng lãi suất và do đó, không “lấn át” đầu tư tư nhân. Thay vào đó, tăng nợ chính phủ kích cầu, trực tiếp làm tăng việc làm và sản lượng đầu ra, kết quả làm tăng thu nhập và khuyến khích đầu tư tư nhân."

### Hai trường hợp đặc biệt

#### Bẫy thanh khoản
Nếu nền kinh tế đặt giả thuyết ở trạng thái bẫy thanh khoản, đường LM nằm ngang, tăng chi tiêu chính phủ có ảnh hưởng toàn diện đến điểm cân bằng thu nhập. Thay đổi trong chi tiêu chính phủ không gây ra bất cứ thay đổi nào cho lãi suất, do đó không làm giảm đầu tư. Khi đó, tăng chi tiêu chính phủ không làm giảm thu nhập. Nếu cầu tiền có mức độ nhạy cảm cao đối với thay đổi của lãi suất, đường LM sẽ gần như nằm ngang, chính sách tài khoá thay đổi có ảnh hưởng lớn đến sản lượng đầu ra, trong khi đó chính sách tiền tệ lại có ảnh hưởng không đáng kể đến sản lượng cân bằng. Do đó, nếu đường LM nằm ngang, thì chính sách tiền tệ không có ảnh hưởng gì đến cân bằng kinh tế và chính sách tài khoá lại có ảnh hưởng tối đa.

#### Trường hợp Cổ Điển và hiệu ứng lấn át
Nếu đường LM thẳng đứng, thì tăng chi tiêu chính phủ không có ảnh hưởng gì đến cân bằng thu nhập mà chỉ làm tăng lãi suất. Trong trường hợp này, cầu tiền không phụ thuộc vào lãi suất (do đường LM thẳng đứng), khi đó thu nhập sẽ nằm tại điểm mà thị trường tiền tệ cân bằng.
Do vậy, với đường LM thẳng đứng, tăng chi tiêu chính phủ không làm thay đổi cân bằng thu nhập mà chỉ tăng lãi suất. Nhưng nếu tăng chi tiêu chính phủ và sản lượng không đổi, thì sẽ có sự bù trừ trong việc giảm chi tiêu tư nhân. Trong trường hợp này, tăng lãi suất sẽ lấn át một lượng chi tiêu tư nhân bằng với khoản tăng chi tiêu chính phủ. Khi đó, nền kinh tế rơi vào trạng thái Lấn át hoàn toàn nếu đường LM thẳng đứng.

## Các dạng lấn át
Nếu tăng vay nợ làm tăng mức lãi suất thông qua việc tăng cầu tiền, thì khu vực tư nhân (nhạy cảm với sự thay đổi của lãi suất) sẽ giảm đầu tư do tỉ lệ lợi nhuận thu được thấp. Trong trường hợp này, đầu tư đã bị lấn át. Sự suy giảm của đầu tư cố định và độ nhạy cảm của lãi suất làm mất tác dụng của chính sách tăng thâm hụt ngân sách chính phủ. Hơn nữa, sự suy giảm của đầu tư cố định trong kinh doanh gây ra tác động tiêu cực đến tăng trưởng kinh tế trong dài hạn xét theo tổng cung (ví dụ như mức tăng trưởng sản lượng tiềm năng). Do đó, trường hợp tăng vay nợ có thể dẫn đến lấn át khi các chủ thể kinh doanh muốn nâng cao năng suất, tuy nhiên, vì lãi suất cao nên không thể vay để đầu tư. Jared Bernstein, nhà Kinh tế học Mỹ (2011) đã nhận định kịch bản kinh tế này “có vẻ không hợp lý trong trường hợp dư thừa năng lực sản xuất, lãi suất của Fed đạt mức 0%, và các doanh nghiệp sẽ không đầu tư do họ không thấy được lợi nhuận mang lại từ khoản đầu tư đó”. Paul Krugman, nhà kinh tế học người Mỹ, đã chỉ ra rằng, sau sự kiện suy thoái kinh tế năm 2008, vay nợ của chính phủ Mỹ tăng đến hàng trăm tỉ đô la, dẫn đến nguy cơ về lấn át khá lớn, nhưng trên thực tế lãi suất tại thời điểm đó lại giảm. Khi tổng cầu thấp, chi tiêu chính phủ sẽ tăng nhằm mở rộng thị trường cho các sản phẩm khu vực tư nhân thông qua số nhân tài khoá và qua đó tăng đầu tư cố định (thông qua hiệu ứng gia tốc).
Về mặt lý thuyết, có thể tránh được hiện tượng lấn át nếu chính phủ bù đắp khoản thâm hụt bằng cách in thêm tiền, nhưng việc này có thể làm tăng lạm phát.
Chartalist và các nhà kinh tế học Hậu Keynesian đã đặt ra nghi vấn về lý thuyết lấn át vì việc phát hành trái phiếu chính phủ có tác động đến việc làm giảm lãi suất ngắn hạn do lãi sất nợ ngắn hạn được đặt ra bởi ngân hàng trung ương. Hơn nữa, các khoản tín dụng tư nhân đều không bị hạn chế vởi bất kì “một nguồn quỹ “hay “cung tiền” hoặc những khoản tiền tương tự như thế. Thêm nữa, các ngân hàng chỉ cho các khách hàng có độ tin cậy tín dụng cao vay tiền, với điều kiện giới hạn bởi mức độ vốn hoá và những quy định về rủi ro. Những khoản vay đó đồng thời tạo ra những khoản tiền gửi, làm tăng dòng tiền nội sinh tại thời điểm đó. Lấn át được cho là hiệu quả khi nền kinh tế ở mức sản lượng tiềm năng và toàn dụng nhân công. Khi đó, chính phủ nới lỏng chính sách tài khoá để đẩy giá cả lên cao, dẫn đến tăng cầu tiền. Việc áp dụng nới lỏng chính sách tài khoá làm tăng lãi suất (trong điều kiện những yếu tố khác giữ nguyên) và Lấn át mức độ nhạy cảm của lãi suất trong chi tiêu. Tại mức sản lượng tiềm năng, khi đó các doanh nghiệp sẽ trong trạng thái không bị tác động bởi thị trường, dẫn đến không xảy ra hiệu ứng gia tốc. Nói cách khác, nối nền kinh tế ở trạng thái toàn dụng nhân công, chi tiêu chính phủ tăng làm các nguồn lực dần chuyển rời khỏi khu vực tư nhân. Hiện tượng này được cho là lấn át “thực”.
Các trường hợp lấn át khác (hay còn gọi là hiện tượng lấn át quốc tế) có thể xảy ra do sự phổ biến của lãi suất thả nổi, được phân tích bằng mô hình Mundell- Fleming. Vay nợ chính phủ làm tăng lãi suất, thu hút đầu tư nước ngoài vào nội địa. Dưới sự ảnh hưởng của lãi suất thả nổi, tỉ giá hối đoái tăng, kết quả là “lấn át” xuất khẩu nội địa (giá trị ngoại tệ tăng, xuất khẩu trở nên đắt đỏ). Khi đó hiệu quả của việc kích cầu không còn nhưng nó cũng không gây ra tác động bất lợi đến tăng trưởng kinh tế dài hạn.

## Lấn át Cầu
Trong Kinh tế y tế, “lấn át” được định nghĩa là hiện tượng xảy ra khi những chương trình mới được lập ra để bù đắp cho những khoản không được đảm bảo có ảnh hưởng đến việc thúc đẩy những cá nhân tổ chức tham gia bảo hiểm tư nhân chuyển sang sử dụng chương trình mới. Hiệu quả của việc này đã được ghi nhận, trong trường hợp mở rộng Chương trình Bảo Hiểm Sức khoẻ cho Trẻ em (SCHIP) vào cuối những năm 1990.
Do đó, việc thành lập các chương trình như vậy không chỉ đại diện cho những khoản không được bảo đảm trước đây, mà còn đại diện cho những người bị buộc phải chuyển đổi bảo hiểm y tế của họ từ tư nhân sang bảo hiểm công. Kết quả của việc chuyển đổi này là sự cải thiện đáng kể của các chương trình chăm sóc sức khoẻ và sự thay đổi của các chính sách liên quan. Trong các cuộc thảo luận của CHIP, những giả thiết này được cho là những thách thức đưa ra trong những dự án của Văn phòng Ngân Sách Quốc hội (CBO), và được sự đồng thuận trong tất cả các cuộc họp đồng thời được cho là giả thuyết phù hợp nhất về tác động của việc tăng nguồn tài trợ cho những chương trình này. CBO đặt giả thiết nhờ việc tăng nguồn tài trợ và thay đổi chính sách, nhiều trẻ em đã tham gia chương trình này, nhưng còn một số khác vẫn tham gia vào các chương trình bảo hiểm tư nhân. Đại đa số các trường hợp,thâm chí ở những bang có tỉ lệ tham gia của những người có tỉ lệ thu nhập gấp đôi tiêu chuẩn của hộ nghèo (khoảng $40,000 cho một hộ gia đình bốn người), không được tiếp cận với bảo hiểm y tế phù hợp cho con cái mình.
Trong trường hợp của CHIP và Medicaid, rất nhiều trẻ em đủ điều kiện tham gia mà không tham gia. Do đó, so sánh với Medicare, một chương trình bảo hiểm cho phép tự động tham gia đối với những đối tượng trên 64 tuổi, những người giám hộ trực tiếp cho trẻ em có thể được yêu cầu điền vào một mẫu đơn gồm 17 trang, đưa ra nhiều phương thức thanh toán tích hợp, cho phép có thể tham gia lại sau một năm, thậm chí còn tổ chức những đợt phỏng vấn trực tiếp để xác định điều kiện tham gia của trẻ. Những thủ tục nhằm loại trừ sự “lấn át” này có thể làm gián đoạn quá trình chăm sóc cho trẻ em, sự kết nối với chương trình chăm sóc y tế tại nhà và dẫn đến những tác động xấu đến sức khoẻ.

## Lấn át cung
“Hiện tượng lấn át” cũng có thể xảy ra trong các chương trình từ thiện có sự can thiệp của các chính sách công của chính phủ. “Hiệu ứng lấn át” cũng xuất hiện trong lĩnh vực đầu tư mạo hiểm, theo đó nếu chính phủ tham gia đầu tư vào những doanh nghệp thương mại thì sẽ “lấn át” khu vực tài chính tư nhân.